# Mirandola
Mirandola ist eine italienische Gemeinde (comune) mit 24.395 Einwohnern (Stand 31. Dezember 2023) in der Provinz Modena, Region Emilia-Romagna.

## Geographische Lage
Die Kleinstadt liegt etwa 20 Kilometer nordöstlich von Modena und 20 Kilometer südöstlich von Mantua in der Po-Ebene auf 18 m s.l.m. Das Gemeindegebiet ist 137 km² groß.  Nachbargemeinden sind Bondeno (FE), Cavezzo, Concordia sulla Secchia, Finale Emilia, Medolla, Poggio Rusco (MN), San Felice sul Panaro, San Giovanni del Dosso (MN), San Possidonio und Sermide (MN).
Beim Erdbeben 2012 kamen in Mirandola mehrere Menschen ums Leben. Zudem wurden zahlreiche historische Gebäude, wie der Dom, die Kirche San Francesco oder der Palazzo della Cassa di Risparmio und das Castello dei Pico zum Teil schwer beschädigt.

## Verwaltungsgliederung
Die Gemeinde Mirandola besitzt zehn Fraktionen: Cividale, Crocicchio Zeni Gavello, Mortizzuolo, Quarantoli, San Giacomo Roncole, San Martino Carano, San Martino Spino, Tramuschio, Tre Gobbi.

## Sehenswürdigkeiten
- Dom Santa Maria Maggiore aus dem 15. Jahrhundert
- Castello dei Pico mit dem Stadtmuseum aus dem 12. Jahrhundert
- Kirche San Francesco d’Assisi aus dem 13. Jahrhundert
- Kirche des Gesù aus dem 17. Jahrhundert
- Palazzo della Ragione, Renaissancepalast aus dem 14. Jahrhundert
- Palazzo Bergomi, Palast aus dem 15. Jahrhundert

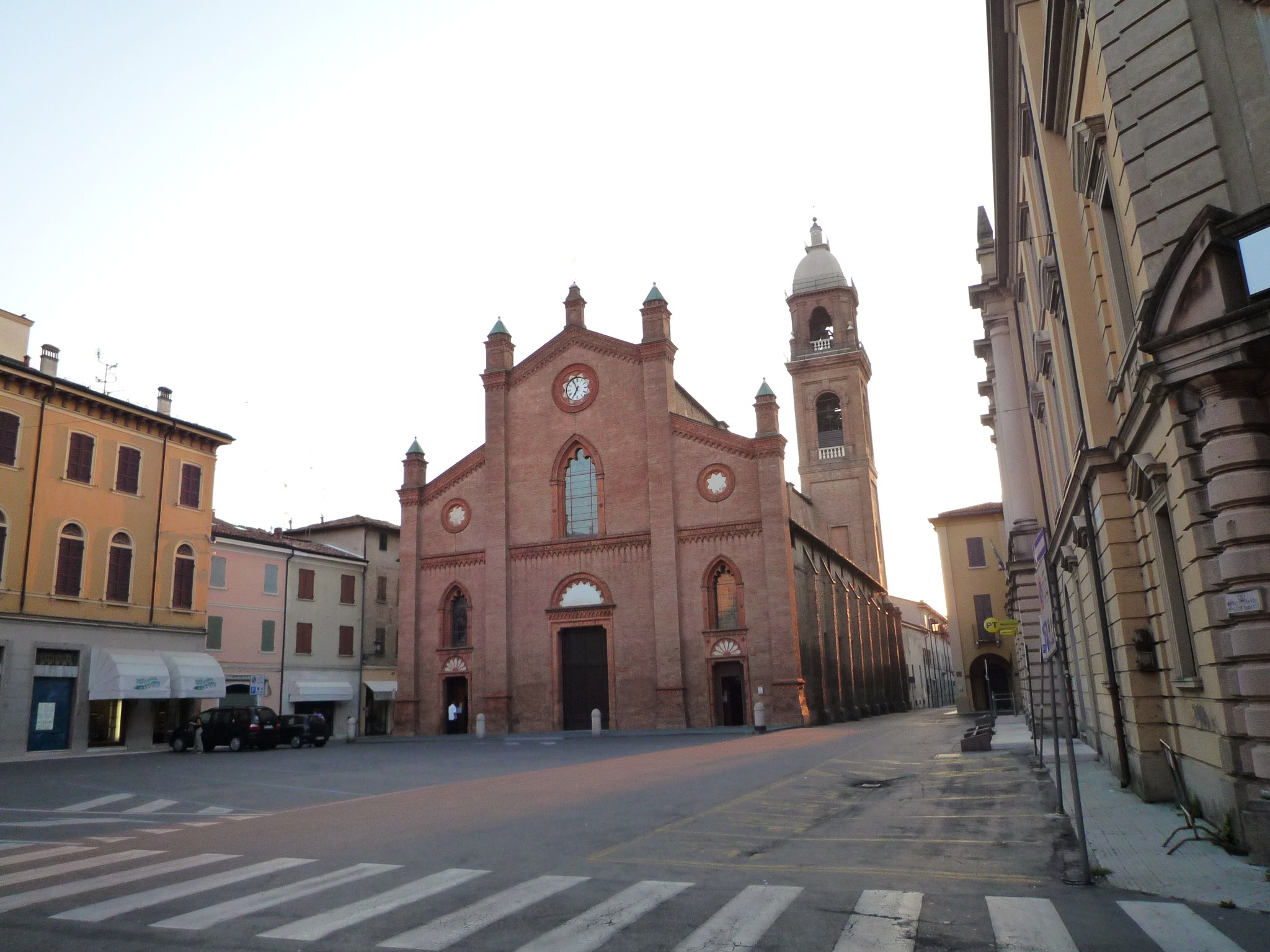
Dom vor dem Erdbeben von 2012
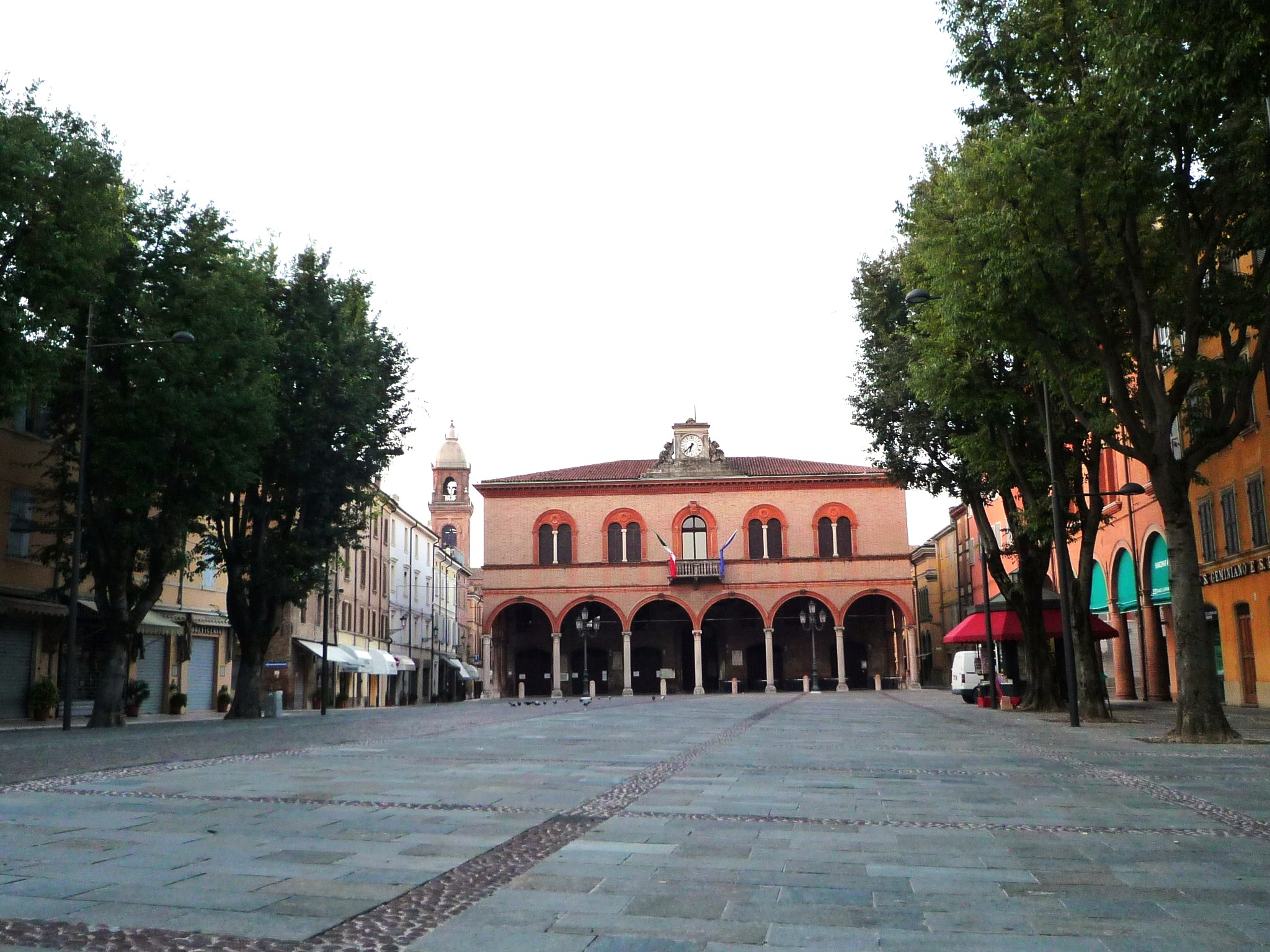
Piazza Costituente mit dem Rathaus, dem Palazzo Comunale
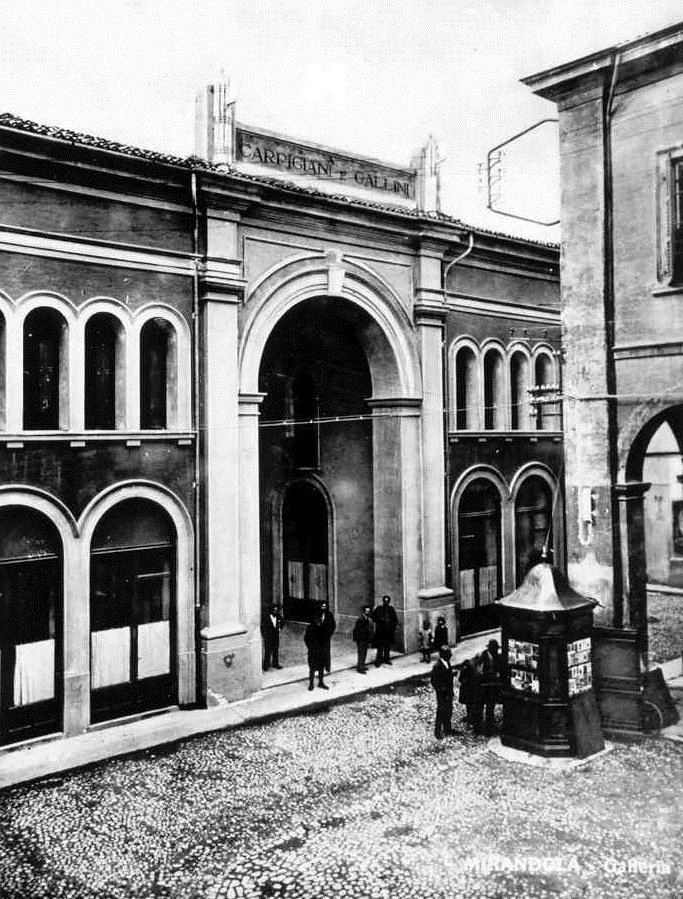
Galleria del Popolo
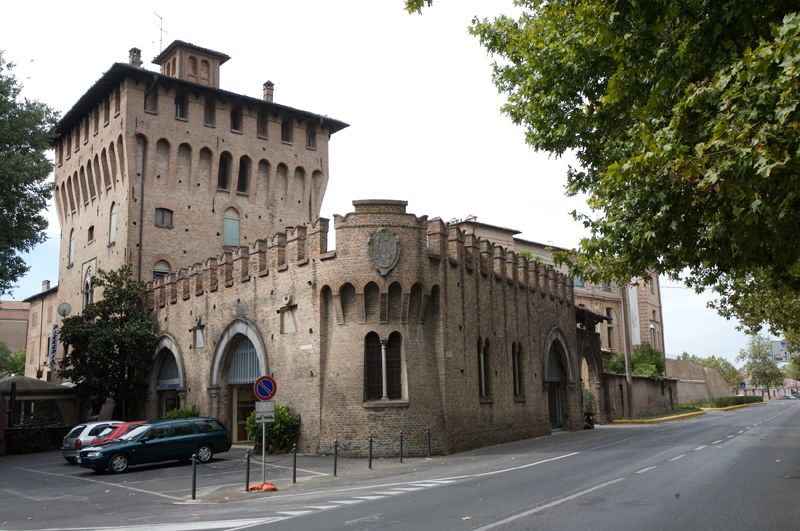
Castello dei Pico
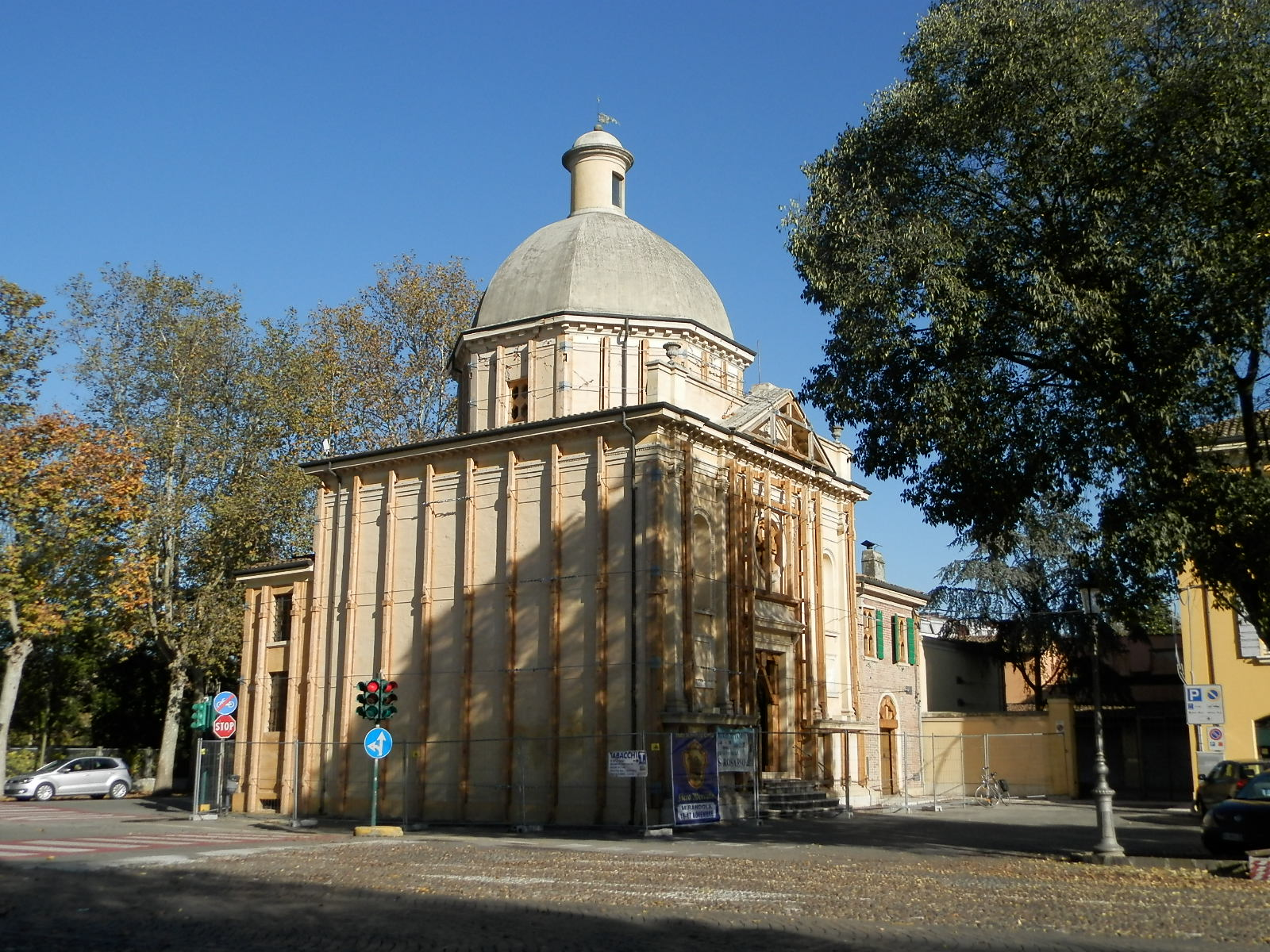
Oratorio Madonna della Porta

## Kulinarisches
In Mirandola sollen 1511 bei der Belagerung der Stadt durch Papst Julius II. die Fleischgerichte Zampone und Cotechino erfunden worden sein.

## Städtepartnerschaft
Mirandola unterhält seit 1987/88 mit Ostfildern eine Städtepartnerschaft (seit 2002 offiziell).

## Persönlichkeiten
- Giovanni Pico della Mirandola (1463–1494),  bedeutendster Humanist und Philosoph der Renaissance, nach ihm ist ein Café am Stadtplatz (Piazza Costituente) benannt
- Antonio Bernardi (1502–1565), Philosoph
- Giovanni Battista Susio (1519–1583), Schriftsteller
- Lodovico Pico della Mirandola (1668–1743), Kardinal
- Paolo Golinelli (* 1947), Historiker
- Mauro Malavasi (* 1957), Sänger, Liedschreiber und Produzent
- Nicola Rizzoli (* 1971), Schiedsrichter
- Giovanni Aleotti (* 1999), Radrennfahrer